# スマートグラス
スマートグラスとは、メガネ型のウェアラブルコンピュータ。現実の風景に情報を重ねて表示する拡張現実（AR）や複合現実（MR）の機能を備えたものはARグラスやMRグラスとも呼ばれる。VRヘッドセット（MRヘッドセット）より軽量で手軽に利用できることから、日常生活での活用が期待されている。

## 概要
一般的にはカメラと網膜投射型のディスプレイを搭載しており、PlayStation VR、Oculus Rift、HTC Viveのような没入型デジタル環境とは異なり、実際の景色に重ねて表示することができる。一般的には単体（スタンドアローン）では機能せず、WiFiなどによってスマートフォンやインターネットなど、外部のコンピュータネットワークと接続して機能する。
自然言語音声認識機能により、音声コマンドで各種操作が行なえるインターフェースを備えている機種もある。
離れた場所の医師の診察や農作物の栽培などで活用されている。

## 歴史
バトルスカウターのようにSFの分野では定番のアイテムとして以前からあり、半導体素子やMEMSなど、関連技術の進歩と共に開発が進められた。スマートグラスの開発の歴史は拡張現実（AR）の開発と軌を同じくしており、当初は1970年代より軍事目的として研究が進められてきた。その後、小型軽量化が進み、現在の姿になる。中国では人工知能と連動させて政府が市民を顔認識で監視するサングラス型のスマートグラスが警察に普及して物議を醸した。
主に大学などの研究機関で基礎的な開発が進められていたが、2013年にGoogleが眼鏡型のARデバイス「Google Glass」を発表して世界の注目を集めたことをきっかけに、数社からスマートグラスが発売された。これは視界に見える現実世界の物体の横に何らかの情報を提示する画像を表示するデバイスであり、仮想空間のオブジェクトを現実世界に重畳するものではなかった。2016年にはMicrosoftがヘッドマウントディスプレイ方式のARデバイス「Microsoft HoloLens」を発表。これは現実世界に仮想オブジェクトを重畳して表示することでAR体験を実現するものだった。カメラや距離センサーによって現実空間の空間情報を認識して、現実世界の物体（机や壁など）に仮想オブジェクトを置いたり、貼り付けたりしたように見せることができた。

## 消費者向け製品
- XREAL Air/One シリーズ
- TCL RayNeo シリーズ
- VITURE One/Pro
- Rokid Max
- EPSON MOVERIO
- Ray-Ban Stories - Meta Platformsとレイバンの共同開発。ディスプレイは無くカメラ、スピーカー、マイクのみ搭載されている。
- Snap Spectacles - Snapchat専用の録画機能付き端末
- Even Realities